# Horse Guards Parade
Horse Guards Parade este un teren mare destinat paradelor, localizat pe drumul Whitehall din Londra. Este situl anual și oficial al ceremoniilor Trooping the Colour care sărbătoresc ziua oficială de naștere a monarhului și obiceiul Beating Retreat. Horse Guards Parade a fost un loc folosit pentru parade, expoziții, întruniri și alte ceremonii încă din anul 1600. Lângă zonă se găsește în apropiere parcul St. James și clădirea Ministerului Apărării din Anglia.
O serie de clădiri istorice se află pe terenul Horse Guards Parade, precum clădirea Old Admiralty, muzeul Household Cavalry, Oficiul Scoției, parcul St. James și Guards Memorial.
Horse Guards Parade va organiza probele sportive de volei pe plajă de la Jocurile Olimpice de vară din 2012. Fileuri vor fi amplasate temporar pe teren, iar majoritatea peluzelor vor fi cele instalate și până acum pentru ceremoniile Trooping the Colour. Va fi o teren cu o capacitate de 15.000 de locuri. Vor exista două terenuri pentru antrenament în partea de est a arenei, și alte șase terenuri pentru antrenament în parcul St. James.